# Hedwig Bleuler-Waser
Hedwig Bleuler-Waser (Zürich, 29 december 1869 - Zollikon, 1 februari 1940) was een Zwitserse feministe en pionier in de Zwitserse abstinentiebeweging.

## Biografie
Hedwig Bleuler-Waser was een dochter van Jakob Heinrich Waser, een handelaar, en van Maria Monhard. Ze groeide op in Zürich en studeerde literatuur en geschiedenis aan de Universiteit van Zürich, waar ze bevriend geraakte met de Duitse schrijfster Ricarda Huch. Later schreef ze verschillende werken over culturele geschiedenis en literatuur.
In 1894 doctoreerde ze en werd ze lerares aan de hogere meisjesschool van Zürich, wat ze bleef tot ze in 1901 huwde met psychiater Eugen Bleuler. Vanaf 1901 werkte ze samen met haar echtgenoot.
Via Auguste Forel kwam ze in contact met de abstinentiebeweging. Zo richtte ze in 1902 de Schweizerischer Bund abstinenter Frauen op, waarvan ze voorzitster bleef tot oktober 1921. Ze leidde ook de lokale Duitstalige afdelingen van 1919 tot 1937. Vanaf 1914 richtte ze soldatenfoyers op waar geen alcohol werd geschonken. Gedurende de winter van 1917-1918 ging ze in Zürich ook van start met vormingslessen voor vrouwen. Daarnaast was ze van 1914 tot 1918 lid van het bestuur van de Zürcher Frauenzentrale en werkte ze ook enkele jaren voor de arbeidscommissie van de Bund Schweizerischer Frauenvereine (BSF).

## Trivia
- Haar archieven worden bewaard door de Gosteli-Stiftung uit Worblaufen, die vernoemd is naar feministe Marthe Gosteli.

## Werken
- (de)  Ulrich Hegner, 1901.
- (fr)  Funken vom Augustfeuer, 1916.
- (de)  Die Dichterschwestern Regula Keller und Betsy Meyer, 1919.
- (de)  "Aus meiner Universitätszeit" in Das Frauenstudium an den Schweizer Hochschulen, 1928, 65-73.
- (de)  "Aus meinem Leben" in Schweizer Frauen der Tat, 3, 1929, 173-223.